# Palódia
Palódia (grec moderne : Παλώδια) est un village de Chypre situé dans le district de Limassol.